# André Heuzé
Pour les articles homonymes, voir Heuzé.
André Léon Louis Heuzé, né le 5 décembre 1880 à Saint-Arnoult-en-Yvelines et mort le 16 août 1942 dans le 10e arrondissement de Paris, est un réalisateur, scénariste et dramaturge français.

## Filmographie partielle

### Comme réalisateur
- 1906 : La Course à la perruque
- 1907 : Un drame à Séville (coréalisé avec Louis Gasnier}
- 1908 : Mon pantalon est décousu
- 1912 : Le Sursis
- 1912 : Ma concierge est trop jolie
- 1912-1913 : Le Bossu (it), avec Henry Krauss dans le double rôle-titre[1]
- 1913 : De film... en aiguilles
- 1916 : Debout les morts !

### Scénariste
- 1905 : Dix Femmes pour un mari de Georges Hatot, Lucien Nonguet et Ferdinand Zecca
- 1905 : Le Voleur de bicyclette
- 1906 : Boireau déménage
- 1906 : Chiens contrebandiers
- 1906 : Drame passionnel d'Albert Capellani
- 1906 : La Course à la perruque
- 1906 : La Femme du lutteur d'Albert Capellani
- 1906 : La Fille du sonneur d'Albert Capellani
- 1906 : La Grève des bonnes
- 1906 : La Voix de la conscience d'Albert Capellani
- 1906 : La Loi du pardon d'Albert Capellani
- 1906 : L'Âge du cœur d'Albert Capellani
- 1906 : Le Billet de faveur
- 1906 : Les Débuts d'un chauffeur
- 1906 : Les Dessous de Paris
- 1906 : Les Étudiants de Paris
- 1906 : Les Malheurs de Madame Durand
- 1906 : Les Meurt-de-faim
- 1906 : Mortelle Idylle d'Albert Capellani
- 1907 : À Biribi, disciplinaires français
- 1907 : La Course des belles-mères
- 1907 : La Course des sergents de ville
- 1907 : La Grève des nourrices
- 1907 : La Lutte pour la vie
- 1907 : Un drame à Séville (coréalisé avec Louis Gasnier}
- 1907 : La Vengeance du forgeron
- 1907 : Les Femmes cochers
- 1908 : Le Cheval emballé
- 1908 : Mon pantalon est décousu
- 1913 : De film... en aiguilles
- 1916 : Paris pendant la guerre
- 1917: Une soirée mondaine de Henri Diamant-Berger
- 1918 : Un duel à la dynamite
- 1931 : En bordée de Joe Francis et Henry Wulschleger
- 1935 : Le Champion de ces dames
- 1936 : Le Roman d'un spahi de Michel Bernheim
- 1937 : La Fille de la Madelon
- 1937 : Les Chevaliers de la cloche
- 1938 : Ceux de demain
- 1946 : Le Journal d'une femme de chambre (The Diary of a Chambermaid), coauteur de l'adaptation théâtrale

### Acteur
- 1923 : La Rue du pavé d'amour d'André Hugon
- 1928 : La Grande Épreuve d'André Dugès et Alexandre Ryder : Roger Duchêne

## Carrière au théâtre
- 1905 : Ali-Gaga, ou du Quarante à l'heure, vaudeville en 1 acte
- 1909 : Tous papas, comédie-vaudeville en un acte, avec Louis Feuillade
- 1913 : La Petite Manon, opéra-comique en 4 actes, avec Maurice Ordonneau
- 1919 : La Ceinture électrique, vaudeville en 1 acte, avec Étienne Arnaud
- 1923 : Lulu, garde ton cœur !, vaudeville en trois actes, avec Etienne Arnaud
- 1929 : En bordée, vaudeville en trois actes, avec Pierre Veber
- 1930 : L'Avant de ces dames, vaudeville en trois actes, avec Pierre Veber
- 1931 : Le Roman d'une femme de chambre, pièce en trois actes, avec André de Lorde d'après le roman d'Octave Mirbeau
- 1932 : Bonsoir Paris, opérette
- La Madone des sleepings, avec André de Lorde, d'après Maurice Dekobra
- Ma tante la moukère, avec Étienne Arnaud

## Note ou référence
1. ↑  ... et avec encore : Yvette Andréyor, Georges Térof, Georges Dorival, Vernaud, Fernand Rivers, Damorès, Armand Lurville, Charlotte Barbier-Krauss, Marcelle Monthil, Maud Loty, Maria Fromet, etc.